# Ясенов Євген Юрійович
Євген Юрійович Ясенов (нар. 12 травня 1963, Маньківка) — український краєзнавець, журналіст та письменник.

## Біографія
Народився 12 травня 1963 року у селищі міського типу Маньківка Черкаської області у сім'ї лікаря.
У 1975—1980 роках навчався у 57 школі Донецька.
У 1980—1985 роках навчався на факультеті романо-німецької філології Донецького національного університету та має спеціальності викладача англійської мови та перекладача.

## Журналістика
З жовтня 1998 по травень 2007 року — редактор відділу новин, заступник головного редактора, головний редактор газети «Салон Дону та Басу». Головний редактор спортивного журналу «Desporter». Колишній головний редактор «Газети по-донецьки». Співпрацював з такими журналістами, як Ігор Гужва, Олег Ізмайлов, Олександр «Темс» Тимошенко, Сергій Голоха, Роман Манекін та інші. Також працював з низкою інших провідних видань Донецька: «Городъ», «Донецькі новини», «Шахтар», «Весть», «Теленеделя».
У 2008 році інформаційно-аналітичне агентство «Остро» та центр досліджень соціальних перспектив Донбасу проводили два соціологічні опитування, метою яких було вибрати людей, які найбільше впливають на основні соціально-політичні сфери життя Донецького регіону. Згідно з одним опитуванням Євген Ясенов посів четверте місце в номінації «Засоби масової інформації», а згідно з іншим — дев'яте місце серед журналістів.
Під псевдонімом Джон Сільвер виступає як кінооглядач в мережі Інтернет. Автор кіносайту John Silver Personal Video.

## Краєзнавство
Працюючи в газеті «Городъ», Євген Ясенов вів рубрику «Ретро», де публікувалися нариси донецького побуту. Пізніше, працюючи в газеті «Салон Дону та Басу» вів рубрику «Прогулянки Донецьком» (рос. «Прогулки по Донецку»). На основі цих публікацій у 2008 році з'явилася книга «Прогулянки Донецьком», яка складалася як з реальних фактів, так і з байок. У 2011 році вийшла друга частина «Прогулянок Донецьком». У 2009 році випустив книгу «Місто, яке вигадав Юз» (рос. «Город, который придумал Юз»), яка також заснована на ранніх газетних публікаціях.
Наприкінці 2008 року відкрив свій авторський сайт, однією з рубрик якого була рубрика «Енциклопедії Донецька» — статті про історію міста, відомих мешканців, міфів та легенд міста.
25 вересня 2009 року товариство териконознавців присвоїло ім'я Євгена Ясенова терикону в районі шахти «Жовтнева», яка знаходиться біля будинку журналіста.
В 2011 році став автором першого донецького екскурсійного маршруту «Доповнена реальність», який використовуючи додаток Historypin для iOS і Android визначає місцезнаходження користувача і показує архівні фотографії найближчих до нього історичних об'єктів з можливістю накладання їх на сучасний вид об'єкта.
У 2012 році на замовлення Донецької обласної держадміністрації написав книгу про Донецьку область під назвою «Донеччина: багатолика та вічна» (рос. «Донетчина: многоликая и вечная»), випущену до 80-річного ювілею області восени того ж року.
У 2013 році представив на своєму сайті «Донецький» унікальний у масштабах України проект «Донецький розкрій», у рамках якого разом із співавтором проекту Олексієм Жуковим виокремив і наніс на карту історично сформовані частини міста. Підраховано, що в ході реалізації проекту дослідники пройшли відстань приблизно у 1200 кілометрів.

## Художня література
У співавторстві з Олегом Ізмайловим написав детективну повість, на основі якої на замовлення видавництва було створено роман у двох частинах «Мережі ляльководів» (рос. «Сети кукловодов») та «Той, хто залишається в тіні» (рос. «Тот, кто остается в тени»), який у підсумку не був виданий. Також під впливом Толкіна написав роман у стилі гумористичної фентезі «Золота шпора, або шлях Маріуса» (рос. «Золотая шпора, или путь Мариуса»).
2011 року став координатором літературного проекту «Донецьк, я люблю тебе!» (рос. «Донецк, я люблю тебя!») і написав для нього оповідання «Палець долі» (рос. «Палец судьбы»).

### Журнал «Шахтар»
- Ясенов, Є. Так поважали «Шахтар» [Текст]: [історія ФК «Шахтар»]/Є. Ясенов // Шахтар. 2009. № 8. — С.66-69.
- Ясенов, Є. Незамінний лівий край: [Колишній півзахисник ФК «Шахтар» В. О. Сафонов]/Є. Ясенов // Шахтар. 2007. № 11. — С.64-66.
- Ясенов, Є. Велика тінь: [Футболіст «Шахтаря» В. Роговський, забив перший гол у єврокубках]/Є. Ясенов // Шахтар. 2008. № 2. — С.60-62.
- Ясенов, Є. ,Юрій Дудинський: Улюблена робота, на знос. : [Колишній гравець «Шахтаря», координатор центру дитячо-юнацького футболу]/Є. Ясенов // Шахтар. 2008. № 6. — С.60-62.
- Ясенов, Є. А що скаже товариш Жуков? [Текст]: [Нападник ФК «Шахтар» Олег Жуков] / Є. В. Ясенов // Шахтар. 2008. № 8. — С.60- Ясенов, Е. Ю.
- Ясенов, Є. Разом із командою [Текст]: [М. К. Соколовський]/Є. Ясенов // Шахтар. 2010 року. № 7. — С.27-29.
- Ясенов, Є. Останній герой [Текст]: [О. І. Жуков]/Є. Ясенов // Шахтар. 2010 року. № 6. — С.65-67.
- Ясенов, Є.Донецький голландець [Текст]: [про капітана футбольної команди «Шахтар» 70-80-рр. ХХ ст. В. Сафонова]/Є. Ясенов // Шахтар. 2010 року. № 10. — С.58-61.

### Відео
- Сегодня прошла презентация книги Евгения Ясенова «Прогулки по Донецку-2» [Сьогодні пройшла презентація книги Євгена Ясенова «Прогулянки по Донецьку-2»] (рос.). Архів оригіналу за 24 грудня 2013. Процитовано 9 лютого 2011. (Первый муниципальный канал)
- Євген Ясенов у телепередачі «Альтанка» Донецької обласної державної телерадіокомпанії, присвяченій 140-річчю міста:
  - частина 1 на YouTube
  - частина 2 на YouTube
  - частина 3 на YouTube
  - частина 4 на YouTube
  - частина 5 на YouTube
  - частина 6 на YouTube
- Євген Ясенов у програмі «Мужская компания»:
  - частина 1 на YouTube
  - частина 2 на YouTube
- «Просто люди», випуск №74: Євген Ясенов (ВІДЕОІНТЕРВ’Ю). Архів оригіналу за 28 вересня 2013. Процитовано 26 вересня 2013.
- Моя история. Евгений Ясенов. Архів оригіналу за 3 грудня 2013. Процитовано 29 листопада 2013. (КРТ)